# Креативный класс
Креативный класс (творческий класс; англ. creative class) — понятие, предложенное Ричардом Флоридой для обозначения социальной группы населения, включённой в постиндустриальный сектор экономики. 
Творческий класс это часть среднего класса, ставшая самой влиятельной и массовой социальной группой в развитых государствах и странах (к примеру, в США их доля составляет 30 % всех работающих). Активно включен в глобальный мир. Именно он сегодня создаёт в развитых государствах и странах повестку дня, служит образцом для подражания и формирует общественное мнение.
Согласно теории Ричарда Флориды и разделяющих его точку зрения исследователей, в отличие от рабочего и обслуживающего классов, представители творческого класса предпочитают вертикальному продвижению по служебной лестнице горизонтальное перемещение и смену мест работы в пользу наиболее творческой. Также они предпочитают моральное и духовное удовлетворение денежно-материальному. Для людей данной группы характерной чертой также является ярко выраженное чувство индивидуальности и личной свободы.
Среди профессий, которые имеют представители творческого класса: журналисты, писатели, учёные, инженеры, артисты, художники, специалисты PR. В целом это участники основанной на знании высокотехнологичной экономики, требующей наличия творческого мышления и способности к нешаблонному подходу в решении задач.

## Креативный класс в России
В России креативный класс — население в основном крупных городов, это материально обеспеченный и образованный слой общества. Данные о его доле разнятся от считанных процентов до 14 % (по данным на 2006 год, Фонд эффективной политики). Средний возраст таких людей — от 20 до 45 лет.
В российской действительности словосочетание «креативный класс» иногда употребляется как синоним либеральной оппозиции или синоним к слову «хипстер».
Резкой критике подверг этот класс марксистский мыслитель Борис Кагарлицкий: 
Особенность и специфика представителей креативного класса состоит как раз в том, что их «позитивная» или «трудовая» деятельность не содержит ничего полезного не только с точки зрения широко понимаемых интересов общества, но даже с точки зрения воспроизводства капиталистической системы за пределами специфического варианта позднего неолиберализма. Они пишут статьи, не содержащие не только оригинальных мыслей, но и новой информации, они создают произведения искусства, лишенные эстетического содержания, они получают гранты и стипендии на изучение предметов, не интересных и не нужных никому, включая их самих.
Их политэкономическая функция – потреблять, задавая более широким массам того же среднего класса и тиражируя потребительские модели, тренды, образцы, культурные нормы. Это не класс наемных работников, а масса наемных потребителей. По отношению к обществу они представляют собой явление того же порядка, что и финансовые и биржевые пузыри по отношению к экономике.